# 罗贝尔·布蒂尼
罗贝尔·布蒂尼（法語：Robert Boutigny，1927年7月24日—2022年7月22日），法国男子皮划艇运动员。他曾代表法国参加1948年和1952年夏季奥林匹克运动会皮划艇比赛，其中1948年奥运会获得一枚铜牌。